# Чемпіонат світу з біатлону 2013 — естафета 4 x 6 км, жінки
Жіноча естафетнга гонка на чемпіонаті світу з біатлону 2013 відбулася 15 лютого 2013 року в Новім-Месті-на-Мораві, Чехія.  

## Результати
| Місце | Біб | Країна                                                                           | Час       | Штрафи (Л+С)                            | Відставання |
| ----- | --- | -------------------------------------------------------------------------------- | --------- | --------------------------------------- | ----------- |
| 1     | 1   | Норвегія Гілде Фенне Анн Крістін Флатланд Сіннове Солемдаль Тура Бергер          | 1:08:11.0 | 0+2 1+7 0+2 1+3 0+0 0+2 0+0 0+1         |             |
| 2     | 4   | Україна Юлія Джима Віта Семеренко Валя Семеренко Олена Підгрушна                 | 1:08:18.0 | 0+3 0+2 0+0 0+1 0+2 0+0 0+1 0+0 0+0 0+1 | +7.0        |
| 3     | 7   | Італія Доротея Вірер Ніколь Гонтьє Мікела Понца Карін Обергофер                  | 1:08:22.6 | 0+2 0+2 0+0 0+0 0+2 0+0 0+0 0+2 0+0 0+0 | +11.6       |
| 4     | 2   | Росія Катерина Глазиріна Ольга Зайцева Катерина Шумілова Ольга Вілухіна          | 1:08:40.0 | 0+0 0+7 0+0 0+1 0+0 0+2 0+0 0+3 0+0 0+1 | +29.0       |
| 5     | 3   | Німеччина Франціска Гільдебранд Міріам Гесснер Лаура Дальмаєр Андреа Генкель     | 1:08:41.9 | 0+4 0+7 0+0 0+3 0+3 0+2 0+0 0+0 0+1 0+2 | +30.9       |
| 6     | 5   | Франція Анаїс Бескон Софі Буаї Марі Лор Брюне Марі Дорен Абер                    | 1:08:47.7 | 0+4 0+9 0+0 0+3 0+2 0+1 0+2 0+2 0+0 0+3 | +36.7       |
| 7     | 8   | Білорусь Надія Скардіно Людмила Калінчік Настасія Дуборєзова Дарія Домрачова     | 1:09:13.2 | 1+5 0+2 0+0 0+0 0+1 0+0 1+3 0+1 0+1 0+1 | +1:02.2     |
| 8     | 10  | Словаччина Яна Герекова Анастасія Кузьміна Мартіна Храпанова Пауліна Фіалкова    | 1:10:11.3 | 0+7 0+7 0+1 0+2 0+3 0+2 0+2 0+1         | +2:00.3     |
| 9     | 6   | Польща Кристина Палка Магдалена Гвіздон Моніка Гойніш Вероніка Новаковска-Зємняк | 1:10:31.3 | 1+7 0+6 0+2 0+0 1+3 0+3 0+1 0+2 0+1 0+1 | +2:20.3     |
| 10    | 9   | Чехія Вероніка Віткова Габріела Соукалова Їтка Ландова Барбора Томешова          | 1:11:05.7 | 0+3 2+7 0+1 0+0 0+1 0+1 0+0 1+3 0+1 1+3 | +2:54.7     |
| 11    | 16  | США Аннеліс Кук Сара Студебейкер Сюзан Данклі Гана Дрессігакер                   | 1:11:15.5 | 1+6 0+4 0+2 0+3 0+1 0+0 0+0 0+0 1+3 0+1 | +3:04.5     |
| 12    | 18  | Канада Росанна Кроуфорд Меган Гайніке Одрі Ваянкур Зіна Кочер                    | 1:11:26.2 | 1+6 0+7 0+2 0+1 0+0 0+3 0+1 0+3 1+3 0+0 | +3:15.2     |
| 13    | 20  | Швейцарія Еліза Гаспарен Селіна Гаспарен Патрісія Йост Айта Гаспарен             | 1:12:11.6 | 0+2 0+5 0+0 0+0 0+0 0+3 0+1 0+1         | +4:00.6     |
| 14    | 12  | Казахстан Олена Хрустальова Дарія Усанова Аліна Райкова Марина Лебедєва          | 1:12:14.9 | 0+4 0+2 0+2 0+2 0+1 0+0 0+0 0+0 0+1 0+0 | +4:03.9     |
| 15    | 11  | Швеція Елізабет Геґберґ Анна-Карін Стремстедт Елін Маттссон Інгела Андерссон     | 1:12:26.8 | 0+1 1+7 0+0 0+0 0+1 1+3 0+0 0+2         | +4:15.8     |
| 16    | 19  | КНР Тан Чзялінь Чжан Янь Сун Чаоцін Ма Вей                                       | 1:12:27.6 | 0+6 1+7 0+2 1+3 0+0 0+1 0+2 0+2 0+2 0+1 | +4:16.6     |
| 17    | 24  | Словенія Тея Грегорін Андрея Малі Діяна Равнікар Лілі Дрчар                      | 1:12:29.3 | 0+4 0+3 0+0 0+1 0+2 0+0 0+2 0+1         | +4:18.3     |
|       | 14  | Болгарія Емілія Йорданова Нія Дімітрова Десислава Стоянова Стефані Попова        | LAP       | 0+3 1+8 0+1 0+2 0+0 0+0 0+2 1+3 0+0 0+3 |             |
|       | 15  | Австрія Іріс Швабль Романа Шремпф Катаріна Іннергофер Ліза Тереза Гаузер         | LAP       | 0+4 3+7 0+1 0+0 0+3 2+3 0+0 1+3 0+0 0+1 |             |
|       | 17  | Естонія Кадрі Летгла Крістель Вігіпу Йоганна Талагерм Грете Гайм                 | LAP       | 0+2 0+8 0+0 0+2 0+0 0+3 0+0 0+2 0+2 0+1 |             |
|       | 22  | Фінляндія Марі Лаукканен Санна Маркканен Аннукка Сілтакорпі Кайса Мякяряйнен     | LAP       | 0+4 0+8 0+2 0+3 0+2 0+2 0+0 0+3 0+0 0+0 |             |
|       | 23  | Японія Фуюко Судзукі Ґошоно Аріса Накадзіма Юкі Овада Іцука                      | LAP       | 0+5 0+5 0+1 0+2 0+0 0+0 0+2 0+3 0+2 0+0 |             |
|       | 25  | Литва Діана Расімовичюте Наталія Кочергіна Марія Казначенко Кароліна Банел       | LAP       | 3+8 1+8 0+0 1+3 2+3 0+2 1+3 0+1 0+2 0+2 |             |
|       | 21  | Південна Корея Чжо Інхі Кім Сун су Пак Чжі Е Ван Хі Сук                          | LAP       | 1+6 0+6 0+1 0+0 1+3 0+1 0+0 0+2 0+2 0+3 |             |
|       | 13  | Румунія Река Ференч Ева Товалві Лумініта Піскоран Орсоля Тофалві                 | DSQ       | 0+0 0+0 0+1 0+1 0+0 0+0 0+1 0+2         |             |